# Łódź Bajkowa
Łódź Bajkowa – projekt, w ramach którego tworzony jest rodzinny szlak turystyczny po mieście Łodzi śladami małych pomników przedstawiających postaci z seriali dla dzieci i filmów Studia Małych Form Filmowych Se-ma-for. Docelowo „Łódź Bajkową” ma tworzyć 17 rzeźb odlanych z brązu. W latach 2009–2018 postawiono dziesięć pomników. W ramach projektu wyemitowano także lokalną monetę „Łódka” z podobiznami wybranych bajkowych postaci.
Głównym celem projektu jest promocja Łodzi pod kątem jej dziedzictwa filmowego (promocja marki „Łódź filmowa”), ze szczególnym uwzględnieniem dorobku łódzkiej animacji. Rzeźby są stawiane w miejscach najczęściej odwiedzanych przez turystów i związanych z łódzkim przemysłem filmowym.
Pierwsze osiem pomników postawione zostały w latach 2009–2013 i sfinansowane przez Urząd Miasta Łodzi, przy czym na cztery ostatnie z nich miasto otrzymało dofinansowanie z Unii Europejskiej. Dofinansowanie przyznano pod koniec sierpnia 2011, decyzją Zarządu Województwa Łódzkiego, w wyniku konkursu w ramach „Regionalnego Programu Operacyjnego Województwa Łódzkiego na lata 2007–2013”. Wyniosło ono prawie 517 tys. zł, gdzie cały koszt projektu (cztery pomniki w latach 2012-2013) wyceniono na 608 tys. zł. Dziewiątą rzeźbę odsłonięto dopiero we wrześniu 2015 – jest to pierwszy pomnik na szlaku „Łodzi Bajkowej” sfinansowany przez inwestora prywatnego.
W 2025 roku figurki tego szlaku zostały uwzględnione w aplikacji Małe Legendy, która pozwala odnajdować podobne rzeźby w wielu polskich miejscowościach, tym samym dołączając do gry dotychczas znanej z ulic Wrocławia.

## Dotychczas postawione pomniki

### 1. Pomnik Misia Uszatka
| tytuł rzeźby: „Pomnik Misia Uszatka” data odsłonięcia: 24 października 2009, podczas Święta Misia lokalizacja: ul. Piotrkowska 87, przed siedzibą Centrum Informacji Turystycznej w Łodzi i Biura Promocji, Turystyki i Współpracy z Zagranicą Urzędu Miasta Łodzi 51°45′58,5″N 19°27′24,5″E/51,766250 19,456806 autorzy: - rzeźba: Magdalena Walczak i Marcin Mielczarek - projekt plastyczny postaci: Zbigniew Rychlicki | Miś Uszatek przedstawiony jest tu jako turysta: ma na sobie plecak i w lewej łapce trzyma plan miasta. Rzeźba ma niecały metr wysokości i waży 60 kg. Odsłonięcie odbyło się pod hasłem „Łódź MIŚię podoba”. Widnieje ono także na okładce mapy trzymanej przez Misia. Odsłonięcia dokonał Wiceprezydent Miasta Łodzi Włodzimierz Tomaszewski. Na początku stycznia 2010 Uszatek stracił lewą łapkę. Prawdopodobnie o rzeźbę zahaczył pług śnieżny. Łapka się odnalazła, pomnik został naprawiony, po czym Miś stał przez pewien czas w witrynie Centrum Informacji Turystycznej. 16 maja 2010, w czasie Święta Łodzi, nastąpiło ponowne odsłonięcie pomnika na ul. Piotrkowskiej. W uroczystości wzięła udział Wiceprezydent Miasta Łodzi Wiesława Zewald. 4 listopada 2013, na czas remontu ulicy Piotrkowskiej, pomnik został zdemontowany i przeniesiony do siedziby Centrum Informacji Turystycznej. 13 listopada 2013 ponownie trafił na witrynę CIT. 20 maja 2014 pomnik powrócił na swoje miejsce, czemu towarzyszyło uroczyste odsłonięcie. Do tamtego czasu figura misia została wyczyszczona, wypatynowana i zaopatrzona w nowy nosek. |

### 2. Pomnik małego pingwina Pik-Poka
| tytuł rzeźby: „Rzeźba Małego Pingwina Pik-Poka” data odsłonięcia: 23 września 2010; była to jednocześnie inauguracja pierwszej edycji Se-ma-for Film Festival lokalizacja: al. Unii Lubelskiej 4, przed kąpieliskiem Fala 51°45′53″N 19°25′17″E/51,764722 19,421389 autorzy: - rzeźba: Magdalena Walczak i Marcin Mielczarek - projekt plastyczny postaci: Tadeusz Wilkosz | Rzeźba przedstawia pingwina Pik-Poka unoszącego się na grzbiecie fali. Odlew ma w najwyższym punkcie 1,05 m wysokości. W odsłonięciu wzięli udział m.in. Tadeusz Wilkosz (scenarzysta serialu Mały pingwin Pik-Pok) oraz Joanna Stasiewicz (narratorka, głos Pik-Poka). |

### 3. Pomnik kota Filemona i Bonifacego
| tytuł rzeźby: „Dziwny Świat Kota Filemona i Bonifacego” data odsłonięcia: 1 czerwca 2011, w Dzień Dziecka lokalizacja: pl. Zwycięstwa 1, przed wejściem do Muzeum Kinematografii 51°45′34,5″N 19°28′26,5″E/51,759583 19,474028 autorzy: - rzeźba: Magdalena Walczak i Marcin Mielczarek - projekty plastyczne postaci: Ludwik Kronic | Czarny kot Bonifacy stoi obok (również wykonanego z brązu) kłębka wełny. Biało-szary kot Filemon spogląda w dół z pobliskiego murku. Takie rozstawienie przedstawia sytuację odwrotną niż zazwyczaj wydarzała się w bajce – przeważnie to Bonifacy wylegiwał się na górze, na zapiecku, a Filemon bawił się poniżej. Odsłonięcia pomników dokonały Prezydent Miasta Łodzi Hanna Zdanowska i Wiceprezydent Agnieszka Nowak. Obecny byli również Sławomir Grabowski (współautor scenariuszy filmów o przygodach kota Filemona) oraz Aleksandra Kronic (wdowa po Ludwiku Kronicu). |

### 4. Pomnik bohaterów filmu Zaczarowany ołówek
| tytuł rzeźby: „Rzeźba bohaterów filmu Zaczarowany ołówek” data odsłonięcia: 25 września 2011, w ramach drugiej edycji Se-ma-for Film Festival lokalizacja: ul. Traugutta 18, przed wejściem do Łódzkiego Domu Kultury 51°46′09,5″N 19°27′43,0″E/51,769306 19,461944 autorzy: - rzeźba: Magdalena Walczak i Marcin Mielczarek - projekty plastyczne postaci: Karol Baraniecki | Rzeźba przedstawia postacie głównych bohaterów bajki: chłopca o imieniu Piotrek i jego psa. Dziecko rysuje zaczarowanym ołówkiem na ścianie Łódzkiego Domu Kultury – pies zdaje się wyskakiwać z jego rysunku (w serialu wszystko, co się narysowało przy pomocy owego ołówka, materializowało się). Na rysunku można rozpoznać także postać krasnala, który w filmie przynosił Piotrusiowi kolejne egzemplarze zaczarowanego ołówka. W uroczystości odsłonięcia wzięła udział m.in. Wiceprezydent Miasta Łodzi Agnieszka Nowak. |

### 5. Pomnik Plastusia
| tytuł rzeźby: „Plastuś” data odsłonięcia: 10 października 2012, w dniu rozpoczęcia trzeciej edycji Se-Ma-For Film Festival lokalizacja: park im. Henryka Sienkiewicza 51°45′53,32″N 19°27′53,60″E/51,764811 19,464889 autorzy: - rzeźba: Marcin Mielczarek - projekt postaci: Adam Kilian | Pomnik ma ok. metra wysokości i waży kilkadziesiąt kilogramów. Plastuś trzyma w prawej dłoni szkolny dzwonek, którym w serialu budził każdego rana swoich przyjaciół z piórnika. Dzwonek ma prawdziwe, ruchomo zawieszone serce. Lewą rękę Plastuś opiera na swoim pamiętniku. Rzeźba stoi w pobliżu Szkoły Podstawowej nr 173 i placu zabaw w Parku im. Henryka Sienkiewicza, co stanowi nawiązanie do faktu, że Plastuś przeżywał swoje przygody na szkolnej ławce (piórnik wraz z zamieszkującym go Plastusiem stanowili własność Tosi – dziewczynki uczęszczającej do pierwszej klasy szkoły podstawowej). W ceremonii odsłonięcia wzięła udział m.in. Zofia Ołdak – reżyser serialu Plastusiowy pamiętnik. Obecni byli także Wiceprezydent Miasta Łodzi Radosław Stępień oraz spadkobiercy praw autorskich do postaci Plastusia. Na czas tego wydarzenia rzeźba została częściowo otoczona drewnianą makietą szkolnego piórnika. W listopadzie 2013 wandale polali pomnik żrąca cieczą. W grudniu 2013 rzeźba została zdemontowana i zawieziona do renowacji. 21 marca 2014, w pierwszym dniu kalendarzowej wiosny, nastąpiło ponowne odsłonięcie pomnika. |

### 6. Pomnik trzech misiów
| tytuł rzeźby: „Trzy Misie” data odsłonięcia: 25 listopada 2012 w Światowym Dniu Pluszowego Misia lokalizacja: Skansen Łódzkiej Architektury Drewnianej (od strony ul. Milionowej) 51°44′45″N 19°27′51″E/51,745833 19,464167 autorzy: - rzeźba: Marcin Mielczarek - projekty plastyczne postaci: Tadeusz Wilkosz | Patrząc od przodu rzeźby, na szczycie małego kamienia narzutowego stoją kolejno od lewej: Misia, Bartek oraz Kuba. W uroczystości odsłonięcia rzeźby wzięli udział m.in. Tadeusz Wilkosz (reżyser i scenograf serialu) oraz Prezydent Miasta Łodzi Hanna Zdanowska. |

### 7. Pomnik wróbla Ćwirka
| tytuł rzeźby: „Wróbelek Ćwirek” data odsłonięcia: 21 marca 2013, w pierwszym dniu kalendarzowej wiosny (dzień po Światowym Dniu Wróbla) lokalizacja: al. Piłsudskiego 61, w Parku Źródliska, przed wejściem do Palmiarni Łódzkiej 51°45′37,25″N 19°28′48,45″E/51,760347 19,480125 autorzy: - rzeźba: Marcin Mielczarek - projekt plastyczny postaci: Ireneusz Czesny i Jerzy Stępień | Rzeźba ma metr wysokości, przy czym sam wróbelek jest tu wysoki na 30 cm. Odlew o masie 65 kg jest zbrojony wewnątrz konstrukcją ze stali kwasoodpornej. Ćwirek siedzi na gnieździe zbudowanym na rozwidleniu gałęzi małego drzewka. Pomnik tym samym przedstawia sytuację nieco inną niż w serialu, gdzie ptaszek miał swoje „mieszkanie” na „dolnym piętrze” bocianiego gniazda. Kształt i umiejscowienie wyrzeźbionego gniazda, w przeciwieństwie do tego z serialu, nie są charakterystyczne dla schronień wróbli zwyczajnych. W uroczystości odsłonięcia rzeźby wziął udział m.in. Sławomir Grabowski (współautor scenariusza) oraz Wiceprezydent Miasta Łodzi Radosław Stępień. 24 października 2014 górna część rzeźby (gniazdo z ptakiem) została odcięta i skradziona. Sprawca sprzedał ją w skupie metali kolorowych, gdzie 27 października została odnaleziona przez łódzką policję. Następnego dnia (28 października) zatrzymano podejrzanego o kradzież. Okazało się, że figurka Ćwirka została dodatkowo przecięta mniej więcej na wysokości złączenia grzbietu z kuprem. Głowa wróbla również wymagała renowacji. Część elementów rzeźby trzeba było odlać na nowo. Naprawa kosztowała około ośmiu tysięcy złotych. Pomnik wrócił na swoje miejsce po dwóch miesiącach, 23 grudnia 2014. |

### 8. Pomnik Maurycego i Hawranka
| tytuł rzeźby: „Maurycy i Hawranek” data odsłonięcia: 18 maja 2013 lokalizacja: ul. Konstantynowska 8/10, przed wejściem do Miejskiego Ogrodu Zoologicznego 51°45′49″N 19°24′43″E/51,763611 19,411944 autorzy: - rzeźba: Marcin Mielczarek; - projekt plastyczny postaci: Marian Kiełbaszczak | Rzeźba ma 1 metr wysokości. Uśmiechnięty Maurycy prawą ręką wykonuje gest powitalny w kierunku osób (dzieci) odwiedzających ogród zoologiczny. Zza jego lewego ramienia wychyla się Hawranek. W uroczystości odsłonięcia wzięli udział twórcy filmu oraz m.in. Wiceprezydent Miasta Łodzi Agnieszka Nowak. |

### 9. Pomnik Ferdynanda Wspaniałego
| tytuł rzeźby: „Ferdynand Wspaniały” data odsłonięcia: 17 września 2015 lokalizacja: al. Józefa Piłsudskiego 15/23, przed głównym wejściem do Galerii Łódzkiej, na rogu al. Piłsudskiego i ul. Henryka Sienkiewicza 51°45′33,95″N 19°27′49,00″E/51,759431 19,463611 autorzy: - rzeźba: Magdalena Walczak i Marcin Mielczarek - projekt postaci: Kazimierz Mikulski i Jerzy Jeleński | Rzeźba ma 1,5 metra wysokości i masę 64 kg. Odziany w elegancki garnitur, buty i melonik Ferdynand posiada ludzkie ciało. Wyjątkiem jest jego psi łeb z czarnym noskiem i czarną łatką na lewym uchu. Bohater z dostojnym wyrazem pyska stoi w lekkim rozkroku wsparty dłońmi o parasol. Jest to pierwszy pomnik na szlaku „Łodzi Bajkowej” sfinansowany przez inwestora prywatnego. Rzeźbę sfinansowała Galeria Łódzka. Na uroczystości odsłonięcia obecni byli m.in. Wiceprezydent Miasta Łodzi Krzysztof Piątkowski oraz rodzina Ludwika Jerzego Kerna – syn Krzysztof z żoną i dwiema wnuczkami. |

### 10. Pomnik Misia Colargola
| tytuł rzeźby: „Miś Colargol” data odsłonięcia: 18 października 2018 lokalizacja tymczasowa: skwer z placem zabaw przy skrzyżowaniu ulic ul. H. Sienkiewicza i R. Traugutta 51°46′07,352″N 19°27′38,185″E/51,768709 19,460607 lokalizacja docelowa: okolice dworca Łódź Fabryczna autorzy: - rzeźba: Magdalena Walczak i Marcin Mielczarek - projekt postaci: Tadeusz Wilkosz | Colargol, zgodnie z fabułą serialu, przedstawiony jest tu jako podróżnik. Ma niebieskie oczy, pod szyją charakterystyczną niebieską wstążeczkę, a w lewej łapce trzyma swoją „cudowną walizkę”. Stojąc na globusie ziemskim, zdaje się utrzymywać równowagę wyciągniętą w bok prawą łapką. Tymczasowo rzeźba stoi na skwerze obok woonerfu na ul. Traugutta. Po zakończeniu prac budowlanych na dworcu Łódź Fabryczna, miała być przeniesiona w jego pobliże. Na uroczystości odsłonięcia obecni byli m.in. Prezydent Miasta Łodzi Hanna Zdanowska oraz Tadeusz Wilkosz – scenarzysta i scenograf serialu Przygody Misia Colargola. Wydarzenie zbiegło się w czasie z eskalacją wieloletnich kłopotów finansowych wytwórni Se-ma-for – kilka dni wcześniej, 12 października 2018 komornik zajął część zbiorów przechowywanych w siedzibie Muzeum Animacji Se-ma-for, w tym figurki m.in. Uszatka, Colargola i bohaterów filmu Piotruś i Wilk. |

## Pomniki planowane
Planowano postawienie także pomników bohaterów (stan na lipiec 2011):
- serialu Kasztaniaki[2],
- serialu Kolorowy świat Pacyka[2],
- serialu Mordziaki[2],
- serialu Opowiadania Muminków[2],
- filmu Piotruś i wilk[2],
- serialu W krainie czarnoksiężnika Oza[2],
- serialu Parauszek i przyjaciele[2].

W 2023 roku, wśród projektów zgłoszonych do Łódzkiego Budżet Obywatelskiego 2023/2024 znalazła się propozycja postawienia przed Ogrodem Botanicznym trzech rzeźb z brązu przedstawiających trzy postacie muminków (rodziców z dzieckiem).

## Odsłonięte pomniki na mapie Łodzi
1. Miś Uszatek
2. Pingwin Pik Pok
3. koty Filemon i Bonifacy
4. Zaczarowany ołówek
5. Plastuś
6. Trzy Misie
7. wróbel Ćwirek
8. Maurycy i Hawranek
9. Ferdynand Wspaniały
10. Miś Colargol

## Dukat „Łódka”
Dystrybucję łódzkiego dukata „Łódka” z podobizną Misia Uszatka i jego przyjaciół rozpoczęto wraz z odsłonięciem pomnika Misia Uszatka. Monety z wizerunkiem pingwina Pik-Poka pojawiły się w obiegu 15 października 2010, ponad trzy tygodnie po odsłonięciu pomnika Pik-Poka. 

## Powstanie projektu
Początkowo prezes studia Se-ma-for Zbigniew Żmudzki podjął starania, aby w Alei Gwiazd przy ul. Piotrkowskiej w Łodzi odsłonić gwiazdę Misia Uszatka. Jednak ówczesna kapituła przydzielająca miejsca w Alei odmówiła. Przewodniczący kapituły, Jan Machulski, miał stwierdzić, że szkoda pieniędzy na „jakiegoś misia”, skoro wtedy brakowało ich na gwiazdę Romana Wilhelmiego.
Podjęto wówczas zabiegi o odsłonięcie w mieście małego pomnika Uszatka. Akcję zainicjowało Radio Łódź. Dzieci ze Szkoły Podstawowej nr 70 im. Stanisława Wyspiańskiego w Łodzi napisały list do ówczesnego Prezydenta Miasta Łodzi, prosząc o wyrażenie zgody na postawienie pomnika. Prezydent Jerzy Kropiwnicki udzielił zgody, ale na pomnik w formie fontanny. W 2007 roku opracowano projekt fontanny z Misiem Uszatkiem i jego przyjaciółmi – Prosiaczkiem, Zajączkiem i psem Kruczkiem. Autorami projektu byli rzeźbiarze Magdalena Walczak i Marcin Mielczarek oraz architekt Radosław Kurzyp. Lokalizację wybrali w plebiscycie słuchacze Radia Łódź i czytelnicy Echa Miasta. Zwyciężył pasaż Józewskiego przy ulicy Piotrkowskiej. Jednak ten pomysł oprotestowali mieszkańcy okolicznych bloków.
Wspólnie z Urzędem Miasta zaczęto szukać innego miejsca. Piotr Trzankowski z Biura Promocji Urzędu Miasta Łodzi zaproponował utworzenie szlaku Łodzi Bajkowej. Miał on powstać na wzór wrocławskich krasnali, których poszukują turyści w trakcie zwiedzania miasta.